# Guillaume Couture
Pour les articles homonymes, voir Guillaume Couture (compositeur québécois) et Couture (homonymie).
Guillaume Couture, né le 14 janvier 1618 à Rouen et mort le 4 avril 1701 à Québec, est un explorateur, interprète et colon de la Nouvelle-France.
Il arrive en Nouvelle-France vers 1638 comme « donné » auprès des Jésuites. En 1647, il est le premier Européen à s'installer sur la seigneurie de Lauzon (aujourd'hui Lévis), située au sud de la ville de Québec, dans le secteur de Pointe-Lévy. Il est l'ancêtre de tous les Couture de l'Amérique du Nord.
Héros méconnu de la Nouvelle-France, Couture devint le premier juge sénéchal et capitaine de milice de la Pointe-Lévy (ou Pointe-de-Lévy). Il n'a jamais obtenu un titre seigneurial. Cependant, par ses initiatives et ses habiletés, il a contribué au développement de la seigneurie de Lauzon et fut aussi un explorateur en Nouvelle-France. On peut lui donner le titre de « premier roturier bâtisseur » de la seigneurie de Lauzon. Il siégea aussi à quelques occasions au Conseil souverain de la Nouvelle-France à titre de remplaçant.

## Biographie

### Origines
À l'époque de la Nouvelle-France, le patronyme « Couture » s'écrivait Cousture (de même que Coûture). Le nom de famille actuel, dit « Couture », trouve son origine dans la France médiévale. Ainsi, une cousture, costure ou couture, en ancien français, signifiait « un champ labouré » ou « une terre cultivée et ensemencée ». Le nom est issu du mot latin cultura qui a fait naître également le terme d'ancien français colture, écrit plus tardivement au XIVe siècle "culture", mais qui subsiste sous la forme ancienne dans les coutumiers. Les Couture sont originaires essentiellement de la Normandie (précisément dans le Nord-Ouest de la France), mais on en retrouve également au centre et au sud-ouest de la France (où d'ailleurs il est plutôt la francisation du terme gascon cultura).
Le nom de famille Couturier a une origine différente puisqu'il a le même sens que le nom commun actuel. Dans certains cas, rares toutefois, Couture a pu désigner aussi, par ellipse, le couturier.

### Racines normandes
Né le 14 janvier 1618 à Rouen. Il a été baptisé en l'église Saint-Godard de Rouen et sa famille aurait résidé ensuite à Hauville, un village situé dans l'actuel département de l'Eure à 35 km de Rouen. Il était le fils de Guillaume Couture Sr. et de Madeleine Mallet. Son parrain et sa marraine se nommaient Henry (Herembourd ou Hérambourg) et Marie Regneaul. Il y a très peu d'informations sur l'enfance de Guillaume fils. Cependant, nous savons qu'il a appris le métier de charpentier de son père, car celui-ci était maître menuisier attitré de la fabrique de Saint-Godard de 1624 à 1632. Guillaume Couture Sr. serait mort quelques années avant le départ de son fils Guillaume pour la Nouvelle-France. Pierre Couture, frère de Guillaume Sr., devint le tuteur des enfants et l'administrateur des biens de la famille Couture à Saint-Godard.
La famille de Guillaume Couture (père) était composée de cinq enfants :
- Guillaume, né le 14 janvier 1618 (ancêtre des Couture d'Amérique du Nord)
- Geneviève, né le 2 novembre 1621
- Marie, née le 25 mars 1624
- Alexandre, née le 29 novembre 1626
- Anne, née le 6 décembre 1628

### Arrivée en Nouvelle-France
Selon l'historien québécois Marcel Trudel, qui a consulté le testament de Couture signé en 1638, celui-ci serait arrivé en Nouvelle-France en cette même année. Il n'existe aucune information précise sur ses occupations pendant l'année 1637-1638. Dès son arrivée en Nouvelle-France, il devint un 'Donné' fonctionnant comme interprète des Jésuites et contact exceptionnel auprès des peuples amérindiens, notamment les Hurons et les Iroquois. Le 26 juin 1641, il légua à sa mère (Madeleine Mallet) et à sa sœur Marie les quelques terres qu'il avait héritées de son père (Guillaume) en France. Il effectua son premier grand voyage en Huronie, précisément à Sainte-Marie-au-pays-des-Hurons, près de l'actuelle ville de Midland en Ontario. Il fut chargé de faire parvenir certains objets aux missionnaires jésuites et d'escorter, au retour, des chefs Hurons jusqu’à Québec.

### En Huronie
Le 2 août 1642, il quitta Trois-Rivières pour une nouvelle expédition vers la Huronie, en compagnie du chef huron Ahatsistari (baptisé Eugène) et de quelques Français, dont le père jésuite Isaac Jogues, le 'donné' René Goupil, ainsi que dix-neuf Hurons répartis dans 12 canots. Le 4 août, une escarmouche eut lieu contre des Agniers (environ 80 Iroquois) lors d'une embuscade aux Îles à l'entrée du lac Saint-Pierre. Un des chefs iroquois fut tué à l'arquebuse par Couture. En tout, 22 personnes tombèrent entre les mains des Agniers, notamment Ahatsistari, le père Jogues, Goupil et Couture. Ils furent capturés près des îles de Sorel dans ce qui est aujourd'hui la municipalité de Lanoraie. Ahatsistari fut martyrisé. Il fut privé de ses deux pouces et on lui enfonça un bâton pointu jusqu’au coude par l’une des plaies béantes. Le 11 août, il sera assassiné. Les chefs agniers décidèrent de laisser la vie sauve à tous les captifs hurons, sauf à trois qu’ils condamnèrent à mourir dans les flammes. Ahatsistari était l’un de ces trois Hurons. Il fut supplicié au village de Tionontoguen (Teonontogen). Sur le bûcher, au lieu de lancer le cri habituel des autres captifs mourants : « Que quelqu’un se lève de nos os pour nous venger! », Ahatsistari pria ses compatriotes hurons qui assistaient à la scène de ne pas permettre que le souvenir de son sort influence le moins du monde la conclusion de la paix avec les Iroquois. Le 17 août 1642, après treize jours de marche, ils arrivèrent dans le village iroquois d'Ossernenon (situé à plus de 10 km à l'ouest de l'actuelle ville d'Auriesville, dans l'État de New York). Le « donné » René Goupil fut assassiné le 29 septembre 1642 par un Iroquois, à la vue du père Jogues. Guillaume Couture ainsi que le père Jogues survécurent aux supplices malgré d'atroces souffrances. Un Iroquois arracha la moitié de l'index de la main droite de Couture. Ses ongles et ses doigts seront brûlés, écrasés, pressés et tordus mais, par son courage, il eut ensuite la vie sauve grâce à une iroquoise influente qui avait demandé son adoption au village. Il fut libéré pour avoir résisté à la douleur. Le père Jogues fut gardé captif au village jusqu’en novembre 1643.

### Implication dans le traité de la Grande Paix
- En juillet 1645, Guillaume Couture réapparaît à Trois-Rivières. Il est accompagné d'un grand chef Agnier (Iroquois) diplomate de sa nation, qui vient assister à un Grand Conseil pour la paix convoqué par le gouverneur Charles Jacques Huault de Montmagny. Le retour inattendu de Couture provoqua une grande joie et on lui fit une grande réception, aussi bien à Trois-Rivières qu'à la mission huronne de Sillery (Québec). À la fin de l'été 1645, Couture retourne chez les Agniers d'où il reviendra le printemps suivant, et comme il a l'intention de se marier, il demande d'être relevé de ses engagements envers les Jésuites. Le père Jérôme Lalemant, supérieur des Jésuites à Québec, accède à la demande de Couture.
- 20 septembre 1645 : Guillaume Couture fut un des responsables du traité de la Grande Paix (premier traité de paix entre Français et Iroquois) qui eut lieu dans la région de Trois-Rivières (le second et dernier traité de paix (la Grande Paix de Montréal eut lieu le 4 août 1701). Couture servira d'interprète au cours de ces pourparlers de paix pour le gouverneur de Montmagny. Ce premier traité mit fin temporairement aux conflits qui opposaient les Français et les Agniers. Elle ne durera qu’un an.

À la suite de ses exploits en Nouvelle-France et de la réussite de la signature de ce traité de paix, le gouverneur de Montmagny lui concéda une terre (ou lot) à la seigneurie de Lauzon, le 15 mai 1647, par un décret signé à Québec.

### À la seigneurie de Lauzon

#### Premier colon
Il est fort probable que Guillaume fit son arrivée le 15 mai 1647 à la Pointe-Lévy pour le début de son installation, mais aucun document ne confirme la date de son arrivée. Cependant, on sait qu'il est arrivé en canot au « Trou Jolliet » (Grève Jolliet), de la côte de Lauzon pour s'y installer. La seigneurie vierge appartenait à Jean de Lauzon depuis 1636, mais celui-ci ne l'a jamais visitée. Couture fut donc le premier colon français de la seigneurie. Plus tard, ce lieu deviendra la paroisse Saint-Joseph-de-la-Pointe-Lévy de la seigneurie de Lauzon en 1694. Sa concession mesurait cinq arpents de front par quarante arpents de profondeur. Celle-ci se situait dans le secteur Est de Lévis (anciennement Ville de Lauzon), entre la rue Bourassa et l'église Saint-Joseph, jusqu'au sud près de l'actuel chemin des Forts. Le 9 novembre 1647, il signera un acte, devant le notaire Claude Lecoutre, dit Lachaisnée, par lequel il s'engagea à bâtir un corps de logis temporaire situé près de la grève Jolliet, au bénéfice de sieur François Bissot de la Rivière. Un bourgeois de Québec. De plus, pour une somme de deux cents livres, Couture s'engagea aussi à défricher la terre de Bissot tout en construisant sa maison située sur une partie surélevée au-dessus de la grève Jolliet. Il habitera ce petit corps de logis jusqu'au jour de la Saint-Michel, le 29 septembre 1648, le temps de terminer la construction de sa maison. Cela lui permettait de se protéger des intempéries et des vents du fleuve Saint-Laurent. Il avait notamment une vue sur le fleuve qui lui permettait de surveiller les allées et venues sur sa concession.
Un ruisseau situé dans la cour du couvent Jésus-Marie (construit en 1855) délimite la terre de Couture et celle de Bissot. Selon une carte du cartographe Robert de Villeneuve datée de 1685-1686, il semble que la maison de Couture était située approximativement à quelques mètres au nord-est de l'actuelle église Saint-Joseph. C'est-à-dire approximativement entre l'entrée de la cour de l'actuelle école primaire Saint-Joseph et l'entrée de la rue Saint-Narcisse, près de la piscine municipale Davie.
Notez que le ruisseau traversait l'actuelle rue Saint-Joseph et passait entre la maison de Couture et l'église pour se déverser dans un bassin (localisé au-dessus du chantier maritime Davie) qui aboutissait au fleuve Saint-Laurent. Cette section du ruisseau n'existe plus depuis la fin du XIXe siècle car elle fut condamnée pour aménager la rue Saint-Joseph. Des fouilles archéologiques pourraient se faire dans le secteur de la maison de Couture, car il ne semble pas avoir été extrêmement altéré depuis cette époque. Aucun colon français n'a pu s'établir dans la seigneurie de Lauzon avant 1647, en raison de la présence hostile des Iroquois.
Ainsi, Guillaume Couture est le premier colon français qui s'est établi devant Québec (trente-neuf ans après la construction de l'Abitation de Champlain).

#### Arrivée de François Bissot
Le Sieur François Bissot de la Rivière (1613-1673) fut le premier voisin de Couture. Il s'installa à la côte de Lauzon (ou Pointe-Lévy) pour défricher sa concession et quelques années plus tard, soit en 1655, il fit construire le premier moulin de la seigneurie de Lauzon. Ce moulin était situé sur un bassin situé près de la falaise de la grève Jolliet et c'est aussi dans ce bassin qu'il va installer la première tannerie de la Nouvelle-France. La délimitation de leurs terres est établie par un ruisseau dont une partie (toujours existante) est située derrière l'ancien presbytère sur le terrain des religieuses du couvent Jésus-Marie. Le ruisseau était relié au bassin qui se déversait dans le fleuve Saint-Laurent.
Le 12 avril 1648, le père Pierre Bailloquet (jésuite) célébra la première messe de la seigneurie de Lauzon (ou de la Rive-Sud de Québec) dans la maison quasi terminée de Couture.
Le 15 octobre 1648, Guillaume Couture et François Bissot deviennent officiellement les premiers censitaires de la seigneurie de Lauzon par la signature de l'acte de concession signée à Paris par Jean de Lauzon.
Le 25 octobre 1648, François Bissot épousa Marie Couillard (fille de Guillaume Couillard et de Guillemette Hébert et petite-fille de Louis Hébert) à Québec et ils s'installèrent à Pointe-Lévy, sur la côte de Lauzon, en cette même année. Il semble qu'ils auraient habité le corps de logis que Guillaume Couture avait construit pour Bissot près de la grève Jolliet en 1647.

### Mariage
Le 16 novembre 1649, il épousa Anne Aymard, née le 22 octobre 1627, dans la paroisse Saint-André de Niort dans le Poitou (ou Poitou-Charentes). La cérémonie eut lieu dans la maison de Couture, qu'il avait lui-même construit. Le mariage fut célébré par Messire Jean Le Sueur de Saint-Sauveur, aumônier des hospitalières de Québec. Le contrat de mariage fut signé le 18 novembre 1649 à Pointe-Lévy en présence de Guillaume Audouart de Saint-Germain. Couture promit de donner à son épouse un lit de plume garni et une vache à lait. Ils auront dix enfants entre 1650 et 1670.
Les dix enfants de Guillaume Couture fils :
- Jean-Baptiste dit Lamonde (1650-1698)
- Anne (1652-1684)
- Louis (1654-1694)
- Marguerite (1656-1690)
- Marie (1658-1702)
- Charles dit Lafresnaye (1659-1709)
- Guillaume (III) (1662-1738)
- Louise (1665-1751)
- Eustache dit Sieur de Bellerive (1667-1745)
- Joseph-Odger dit La Cressonnière (1670-1733)

Parmi les six fils de Guillaume, un seul conservera le nom de famille « Cousture » (dont le « S » est aujourd'hui disparu), et il s'agit de Guillaume (III) (1662-1738). L'aîné, Jean-Baptiste, deviendra l'ancêtre des familles Lamonde. Charles prit le nom de Lafrenaye, Eustache celui de Bellerive et Joseph-Odger celui de La Cressonnière (certains de ses descendants se nomment toujours Couture). Les filles de Guillaume (II) (Anne, Marguerite, Marie et Louise) vont se marier et de là vont naître les ancêtres des familles Côté, Couillard, Marsolet (Marguerite Couture ayant épousé un fils de Nicolas Marsolet) et Bourget. Certains descendants de Couture se sont installés aux États-Unis au XIXe siècle et ils écrivent maintenant leur nom de famille « Cutcher ».

### Ses diverses fonctions administratives
En 1657, il servit d'interprète auprès de la nation des Onondagas (Iroquois).
En 1658, il était propriétaire d'un lot situé dans la Basse-ville de Québec jusqu'en 1668. On ignore s'il y vécut, mais on sait qu'il entreprit d'y construire une maison en 1667 sur le lot #2285 situé au 53, rue Sous-le-Fort dans le quartier Petit-Champlain. Il la vendit en 1668. Une boutique d'art amérindien occupe actuellement ce lot dans une bâtisse qui ne date pas de cette époque.

### Expédition terrestre vers la Baie d'Hudson
Au printemps 1661, sur l'ordre du gouverneur d'Argenson, il tente d'atteindre la Baie d'Hudson par la voie terrestre, en compagnie des Pères Dablon et Druillettes, ainsi que de Denis de la Vallière, Denis et François Guyon, François Pelletier. L'expédition fut un échec.

### Découverte du lac Mistassini
En 1663, Pierre du Bois d'Avaugour, gouverneur de la Nouvelle-France, le nomma commandant d'une expédition qui avait pour but de découvrir l'emplacement de la mer du Nord. Il était accompagné de deux Français (Pierre Duquet et Jean Langlois) et de plusieurs Amérindiens qui prendront place dans 44 canots. Le groupe remonta le Saguenay, pour atteindre le lac Mistassini et Couture devint le premier européen qui découvrit ce lac. Le groupe poursuivit son exploration et arriva à une rivière « qui se jette dans la mer du nord » qui deviendra la rivière Rupert. Celle-ci coule en direction de la baie d'Hudson. Les guides amérindiens refusèrent d'aller plus loin et l'expédition reprit la route du sud. Cependant, Couture établit des contacts avec les peuples amérindiens du nord, qu'il trouva beaucoup plus pacifiques que les Iroquois et les Hurons du sud. Un lac du Grand Nord québécois porte aujourd'hui le nom lac Couture.

### Dernière expédition en Nouvelle-Néerlande
Le 22 juillet 1666, à Québec, on décide de renvoyer dans son pays un amérindien Onneyout, accompagné de Couture, pour le « droit à la Nouvelle-Hollande ». Couture sera envoyé en Nouvelle-Néerlande à titre d'ambassadeur par le gouverneur Daniel de Rémy de Courcelles pour protester contre le meurtre de deux officiers français, dont le lieutenant Chazy, pour « faire plainte du coup arrivé nonobstant les assurances de trêve qu'ils nous avaient données ». (tiré du Journal des jésuites). Il se présenta dans le village iroquois et ordonna qu'on lui remette les assassins sans quoi la France organiserait une expédition punitive. Ces Agniers affrontèrent sept officiers au fort de Sainte-Anne, près de la décharge du lac Champlain. Parmi eux, il y avait notamment Louis de Canchy de Lerole et M. de Chasny, cousin et neveu de Tracy. Une embuscade s'engagea et Agariata tua Chazy et aussi un capitaine du nom de l'Aumônier Traversy.
Fin août 1666, le « Bâtard » Flammand, autre chef agnier, amena, Lerole à Québec dans le but de passer un traité de paix. Agariata accompagnait Bâtard. Les deux chefs agniers reçurent une chaude hospitalité de la part de Tracy qui les invita même à sa table. Agariata se vanta, lors de son séjour à Québec, d'avoir été l'auteur du meurtre de Chazy. Cette nouvelle eut l'effet d'une bombe. À l'annonce de cette nouvelle, Tracy entra en colère et voulu exécuter sur le champ le meurtrier. Les Agniers, sous les menaces et la pression de Tracy, remirent Agariata entre les mains de la Justice.
Le 6 septembre 1666, Couture revient avec deux Agniers, dont l'un est Agariata.
L'exécution de ce dernier aurait eu lieu le premier jour de novembre (on parle même du 8 novembre).

### Retour à la Pointe-Lévy
Vers 1667, il fut nommé capitaine de la milice de la Pointe-Lévy. En cette même année, on indique qu'il possède six bestiaux et vingt arpents de terre en valeur.

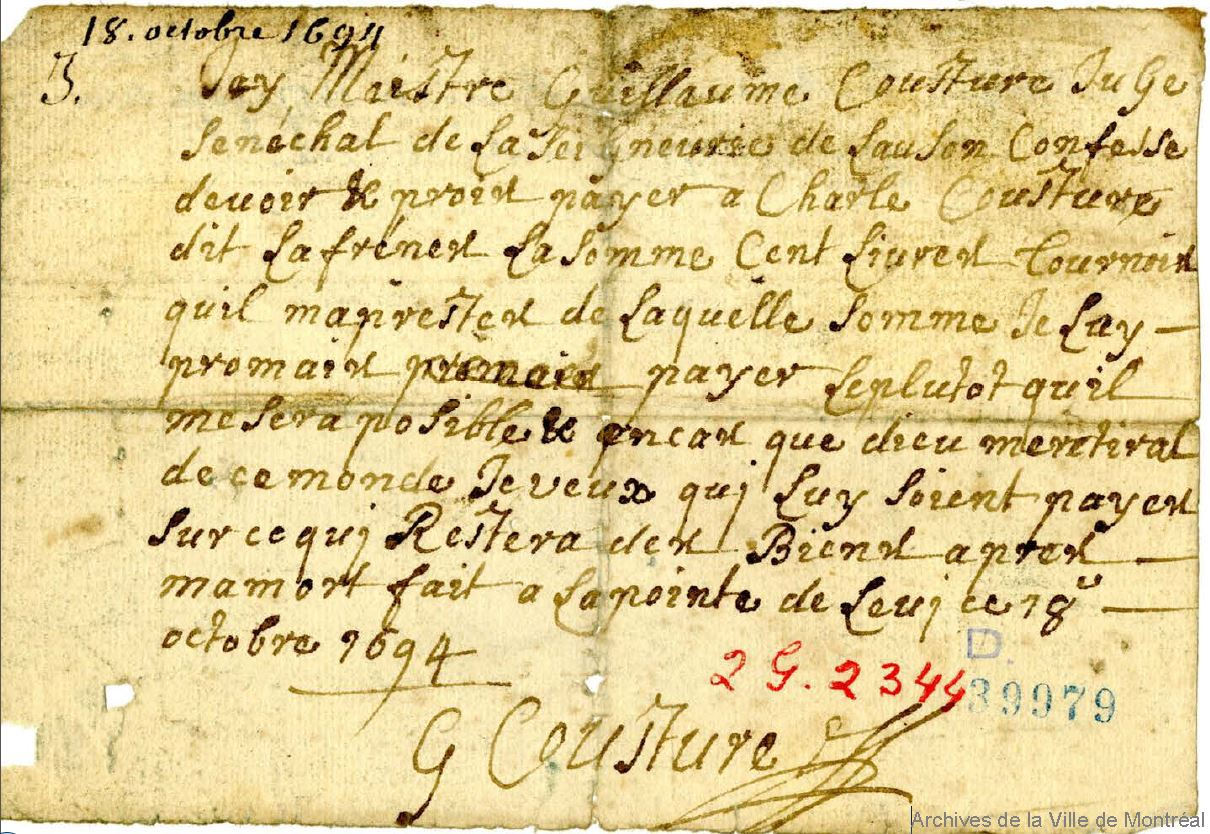
Pièce autographe signée de Guillaume Couture le 18 octobre 1694. Il s'agit d'un billet de 100 livres tournois à Charles Couture dit Lafrenet (Lafresnaye).

Le 20 novembre 1673, Couture fut nommé juge sénéchal de la côte de Lauzon par Claude Bermen, sieur de la Martinière. Il fut aussi juge sénéchal de la côte de Lauzon de 1682 jusqu'au 4 avril 1701 (date de son décès).
En 1681, Guillaume Couture possède quatre fusils, sept bêtes à cornes et vingt arpents de terre en valeur. Il était charpentier à la seigneurie de Lauzon. On suppose qu'il devait aider les premiers habitants qui s'installaient à la côte de Lauzon.
À titre de capitaine de la milice de la seigneurie de Lauzon, il repoussa l'invasion anglaise de l'amiral Phips à la Pointe-Lévy. Celui-ci voulait conquérir la Pointe-Lévy en vue de la bataille de Québec (1690). Couture était âgé de 72 ans.
En 1690, Couture demanda à Henri de Bernières, premier curé de Québec et grand vicaire du diocèse de Québec, d'assurer une célébration à tous les dimanches et les jours de fêtes à la « cabane des pères » de la Pointe-Lévy. La première chapelle sera construite en 1675 (et terminée en 1677) sur un terrain concédé par François Bissot, sieur de la Rivière, voisin ouest de la terre de Couture. En 1690, grâce à son initiative, il fit la demande auprès de Mgr Jean-Baptiste de La Croix de Chevrières de Saint-Vallier, évêque de l'archidiocèse de Québec, pour obtenir le premier curé de la paroisse Saint-Joseph-de-la-Pointe-Lévy. L'abbé Philippe Boucher sera nommé curé à l'âge de 24 ans et il sera en poste jusqu'en 1721 (année de son décès à l'âge de 58 ans).

### Décès d'Anne Aymard
Elle est décédée le 17 janvier 1700, d'une cause inconnue, à l'âge de 72 ans. Guillaume Couture perdit son épouse Anne Aymard, au lendemain de son 82e anniversaire de naissance. Elle fut inhumée au cimetière de Pointe-Lévy qui était situé autour de la petite église sur les terrains de l'actuelle l'église Saint-Joseph. Ce cimetière fut le lieu de sépulture de près de 16 000 défunts pendant plus de 200 ans. Malheureusement, la dépouille d'Anne Aymard aurait peut-être été transférée dans l'actuel cimetière Mont-Marie en 1874-1875. On ne connaît pas l'emplacement précis de sa sépulture.

### Décès de Guillaume Couture
Le 31 mars 1701, il fut hospitalisé à l'Hôtel-Dieu de Québec. Contrairement à ce qui a été écrit par l'historien Joseph-Edmond Roy, son décès n'a pas été causé par la petite vérole car cette épidémie a eu lieu dans la région de Québec entre 1702 et 1703. Il serait décédé lors d'une épidémie de grippe sévère le 4 avril à l'âge de 83 ans.
Plusieurs historiens ont supposé qu'il est inhumé dans le cimetière des Picotés à Québec car on croyait qu'il était décédé lors d'une supposée épidémie et on l'a inhumé rapidement. Cependant, ce cimetière a ouvert officiellement en 1702, mais il est fort possible qu'il fut inhumé à cet endroit dans une fosse commune. Il existe une hypothèse selon laquelle il aurait été inhumé dans l'un des trois cimetières suivants : le cimetière Sainte-Famille, Sainte-Anne ou Saint-Joseph qui ceinturent la cathédrale de Québec. Aucune registre d'inhumation existe et cela explique qu'il aurait été inhumé très rapidement à Québec et non à Pointe-Lévy. La paroisse Saint-Joseph de Lévis ne possède aucune information pour une possible inhumation à Pointe-Lévy.
L'inventaire de ses biens fut fait le 15 novembre 1701 par le notaire Michel LePailleur (connu sous le nom de Michel Lepailleur De LaFerté). En cette même année, le second traité de paix (la Grande paix de Montréal) eut lieu avec les cinq nations iroquoises des Grands Lacs.
L'inventaire a été effectué dans la maison du « bon Guillaume » par Michel LePailleur de LaFerté. Ses possessions démontrent qu'il était un simple colon français qui vivait selon ses moyens sans être un noble.
- Deux petits lits de plume couverts de coutil avec trois couvertes de Normandie.
- Cinq vieilles chemises rompues et hors service (déchirées et bonnes à jeter).
- Dans l'étable : trois bœufs, une vache, deux cochons d'un an.
- Des plats, bassins, assiettes, pots, cuillers, sont en vieil étain.
- Dans la cuisine : un gril, une poêle à frire, une marmine, une passoire de cuivre, un petit mortier de fonte, deux vieilles chadières percées, une grosse pelle à feu.
- Un petit compas de cuivre.
- Un fusil estimé à huit livres.
- Une grande hache.
- Une scie de long.
- Une moyenne tarière.
- Un vieux soc.
- Une serpe.
- Un vieux van à vanner.
- Trois chaînes de traînes[20].

#### Deux fondateurs dont le lieu de sépulture est inconnu
Ironiquement, les fondateurs de la Rive-Sud et de la Rive-Nord, Guillaume Couture (premier colon de la seigneurie de Lauzon) et Samuel de Champlain (fondateur de Québec), ont actuellement un lieu de sépulture inconnu. On peut affirmer que Couture est le « fondateur » de la Rive-Sud de Québec puisque Jean de Lauzon, premier propriétaire et seigneur, n'a jamais habité sur sa seigneurie et ne l'a jamais visité. Il en confia l'administration au « Bon Guillaume » (comme le nommaient les Jésuites, dans leurs « Relations »). Notez qu'il y a un écart de 39 ans entre la fondation des deux rives de la région de Québec.

## Hommages

### Lac Couture
Le lac Couture est un lac est désigné à la mémoire de Guillaume Couture (1618-1701) qui a participé à la recherche de la mer du Nord en 1663. Il est situé à environ 10 km au sud du lac Duquet, dont il reçoit les eaux, et à plus de 100 km à l'est du village de Puvirnituq et de la baie d'Hudson, le lac Couture alimente les plans d'eau plus au sud. D'une superficie de 256 km2 et d'un diamètre de 8 km, il serait le résultat d'un impact météoritique produit avant la période glaciaire. Guillaume Couture, au cours de son expédition, atteindra le lac Mistassini le 26 juin 1663, mais les Amérindiens qui l'accompagnaient ne voulant pas poursuivre plus loin, il n'atteignit pas la baie d'Hudson. La dénomination Lac Couture paraît sur la carte du Québec en 1946 en plus d'un canton à son honneur.

### Monument de Guillaume Couture à Lauzon

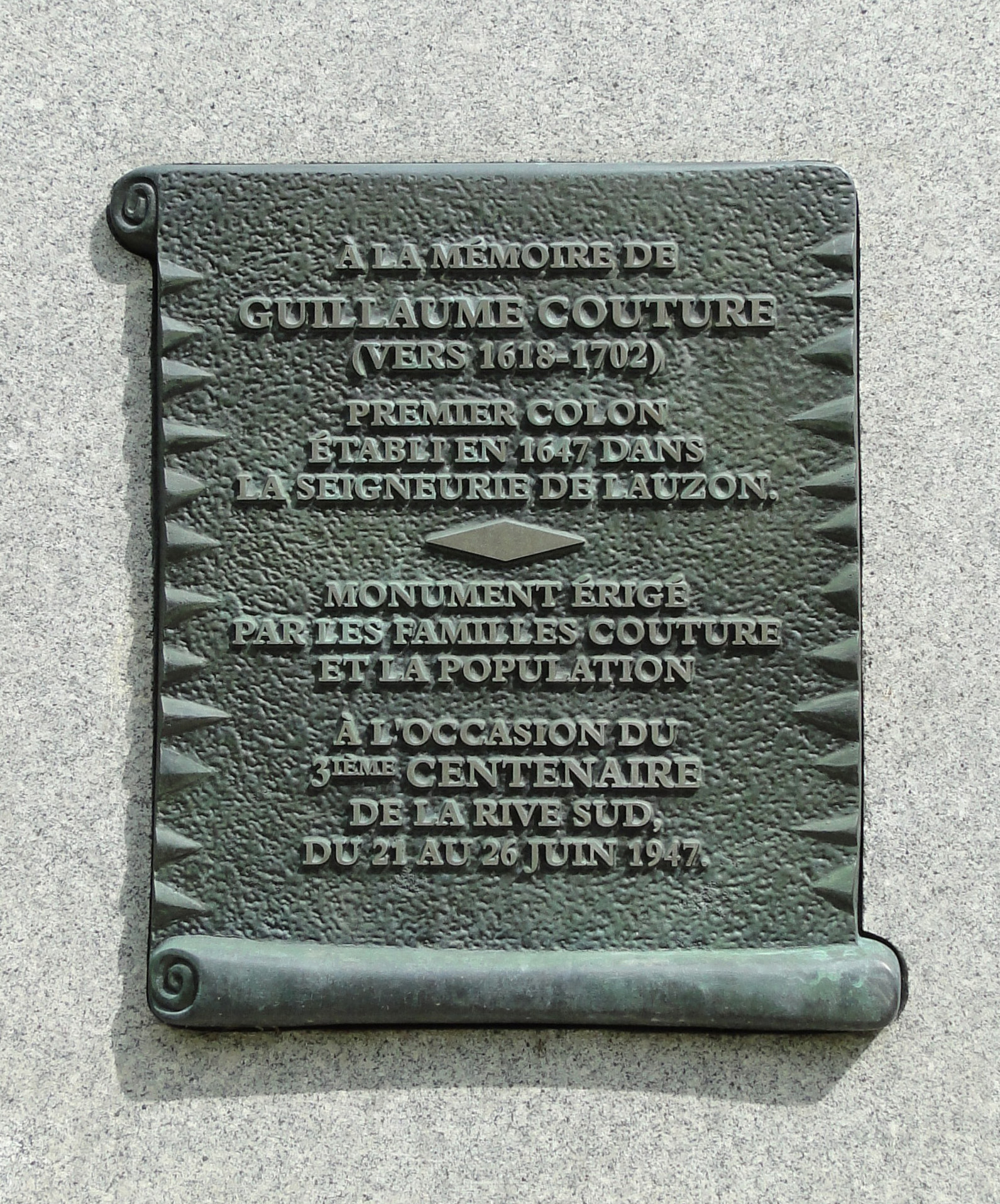
Plaque de l'ancien socle du monument de Guillaume Couture dans le Vieux-Lauzon à Lévis.

Le monument fut érigé à Lauzon, à l'occasion du tricentenaire de la Rive-Sud en 1947, par la Société Saint-Jean-Baptiste de Lauzon, le comité du tricentenaire et des représentants des Couture. La statue fut sculptée par J.-Georges et Henri Trudelle et coulée dans le bronze par M. Lucien Guay à l'ancienne Fonderie Lauzon Inc. (située anciennement au coin des rues Giraud et de Normandie). Le monument fut dévoilé le 22 juin en présence de Maurice Bourget et du curé Joseph V. Boucher de Lauzon. À cette époque, le monument était installé sur le terrain du presbytère de la paroisse Saint-Joseph de Lauzon. En 1996, le presbytère fut vendu et le monument fut déménagé dans une placette située près de l'église St-Joseph. Étonnamment, son emplacement initial était situé sur la terre de son voisin François Bissot. Son déménagement, effectué à quelques mètres, permis de l'installer sur sa concession. Le secteur du Vieux-Lauzon est actuellement le secteur historique de la nouvelle ville de Lévis depuis 1989. Ce secteur est le lieu de la naissance de la Rive-Sud de Québec sous le régime français.

### Parc à son honneur à Lauzon
La Ville de Lauzon inaugure en 1969 un grand parc situé sur la concession de Couture. Ce grand parc de voisinage enclavé comporte des aires de récréation et de pratique sportive. Il sert également de lien pour les piétons et les cyclistes du secteur.

### École secondaire de Lauzon
En 1987, l'École secondaire de Lauzon devient l'École secondaire Guillaume Couture grâce à un concours organisé pour les étudiants. Chacun devait produire un texte pour expliquer leur choix. Parmi tous les participants, dix élèves avaient donné la même suggestion et le nom fut accepté par un comité de sélection composé d'enseignant(e)s de cette école.

### 350eanniversaire de la Rive-Sud de Québec
Plusieurs activités eurent lieu durant la saison estivale. Notamment, la participation du Carrousel de la Gendarmerie royale du Canada et l'enregistrement d'une messe commémorative célébrée par Mgr Maurice Couture et enregistrée à l'église Saint-Joseph par la Société Radio-Canada dans le cadre de l'émission Le Jour du Seigneur. Une exposition de photos anciennes fut présentée par M. Gaétan Paquet, photographe de Lévis et organisateur du 350e.

### 360eanniversaire de la Rive-Sud de Québec

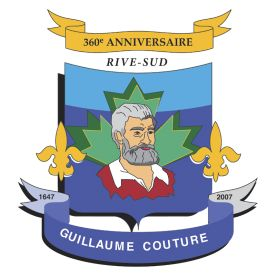
Logo du anniversaire de l'arrivée de Guillaume Couture à la Pointe-Lévy.

Le 360e fut aussi souligné pour faire un lien entre l'histoire des deux rives, à la veille des célébrations du 400e anniversaire de la fondation de la Ville de Québec en 2008. La commémoration fut organisée par le regroupement des Sociétés d'histoire de Lévis (Lévis, Saint-Romuald, Breakeyville, Bernières/Saint-Nicolas), ainsi que la Société historique Alphonse-Desjardins, la Société de Généalogie de Lévis et la Corporation du Patrimoine religieux de Lévis. La commémoration eut lieu du 23 juin au 1er juillet 2007. Une messe commémorative fut célébrée le 23 juin par Mgr Maurice Couture, évêque émérite du diocèse catholique de Québec, en compagnie du père Daniel Leblond, supérieur des jésuites du Canada. Une exposition patrimoniale lévisienne fut présentée le 23 et 24 juin à l'École Saint-Joseph du Vieux-Lauzon et plusieurs sites historiques de Lévis ont été ouverts au public (le couvent Jésus-Marie, le Fort-Numéro-Un (Forts-de-Lévis) et la crypte de l'église Notre-Dame de Lévis). La Compagnie Franche de la Marine fut aussi présente. Deux chants furent interprétés pour la première fois depuis 1947. Il s'agit de l'Hymne à Lauzon (lors de la messe commémorative) et la chanson de Guillaume Couture (sur l'air de Gai, lon la, gai le rosier) interprétée par Gervais Lessard et Le Rêve du Diable le 24 juin. Plusieurs descendants de Couture, en provenance notamment des États-Unis, ont visité la terre de leur ancêtre.

### Association des familles Couture d'Amérique
Cette association fut fondée à Lévis le 29 février 2012 par des descendants de Guillaume Couture à la suite d'un grand rassemblement qui a eu lieu à Lévis le 17 juillet 2011 dans le cadre du 375e anniversaire de la fondation de la seigneurie de Lauzon et du 150e anniversaire de la Ville de Lévis. Elle regroupe tous les descendants provenant du Canada et des États-Unis.
Il s'agit d'une renaissance pour cette association qui était située auparavant à Sherbrooke et qui a existé de 1986 à 1988.

### Boulevard Guillaume-Couture
Le 12 janvier 2015, la Ville de Lévis a renommé le Boulevard de la Rive-Sud en l'honneur de Guillaume Couture à titre de premier colon français de la seigneurie de Lauzon qui a existé de 1636 à 1836 avant la fondation du village de Lauzon en 1867 (devenu ville et cité 1910-1989) et de Lévis en 1861. Le boulevard débute aux limites de Lévis (secteur Lauzon) et de Saint-Étienne-de-Beaumont et il se rend jusqu'à l'entrée du pont de Québec dans le secteur de Saint-Romuald. Ce boulevard représente presque la longueur de l'ancienne seigneurie.

### Le nouveau parc Guillaume-Couture à Lévis dans le cadre du70eanniversaire du monument et du370eanniversaire de l'arrivée de Guillaume Couture à Pointe-Lévy
Le 6 juillet 2017, la Ville de Lévis et la Commission de la capitale nationale du Québec ont procédé à l'inauguration de la restauration du monument et du réaménagement du parc Guillaume-Couture situé près de l'église Saint-Joseph devant plusieurs invités. L'ancien parc du même nom inauguré en 1969 devient le parc des ingénieurs-royaux. La statue a un nouveau socle qui remplace celui qui fut installé en 1994 et le parc a été complètement reconfiguré. Un panneau d'interprétation présente l'histoire de Guillaume Couture. Le 9 juillet, plus de cent descendants se sont réunis à l'École de musique du couvent Jésus-Marie pour souligner cet événement sur la terre de leur ancêtre en présence du maire de Lévis, M. Gilles Lehouillier, ainsi que M. Pierre Couture auteur et conférencier. Des Couture américains provenant de la région de Boston, Détroit et Hartford étaient présents.

### Sources
Bibliographie :
- Caouette Martine et Bernard St-Hilaire. 1694-1994 - 300 ans de foi d'une paroisse (St-Joseph-de-Lauzon Diocèse de Québec). Lévis, Imprimerie Limoilou, 1994, 41 p.
- Couture, Pierre. Guillaume Couture, le roturier bâtisseur, Montréal, Éditions XYZ, 2005, 161 p.
- Désy, Léopold. Lauréat Vallière et l'École de sculpture de Saint-Romuald 1852-1973. Québec, Les Éditions La Liberté, 1983, 272 p.
- Lamonde, Jean-Pierre. La Famille Lamonde, histoire et généalogie, l'Association des familles Lamonde, 2007, 340 p.
- Roy, J.-Edmond. Guillaume Couture, premier colon de la Pointe-Lévy Lévis, Mercier et Cie, 1884 (réédité en 1947 et 1986), 164 p.
- Roy, J.-Edmond. Histoire de la Seigneurie de Lauzon, volume 1 à 5, Mercier et Cie, 1897 (réédité en 1984).
- Marie-Hélène MOROT-SIR " Au cœur de la Nouvelle France" tome I (édité en 2009)

Articles de périodique :
- Guay, Lorraine. « Cap-aux-Diamants : la revue d'histoire du Québec, 1985, vol. 1, no 3, p. 24-26.
- Proulx, Georges-Étienne, et al. La seigneurie de Lauzon. Aux origines du peuplement, printemps-été 1997, no 65-66. Société d'histoire régionale de Lévis, 1997, 59 pages.

Sites web :
- L'Association des familles Lamonde du Québec .
- Carignan - Le régiment de Carignan-Salières
- François Bissot, Sieur de la Rivière (1613-1673)
- Sainte-Marie-au-pays-des-Hurons (site historique situé en Ontario)

Sources archivistiques :
- Les archives de Saint-Godard-de-Rouen (archives départementales de Seine-Maritime), Haute-Normandie, France.
- Les archives de la Société d'histoire de Lévis (Québec).